# Jonestown (musikalbum)
Jonestown är Sofia Talviks tredje studioalbum, utgivet den 27 augusti 2008.

## Låtförteckning
1. As Summers Pass
2. My James Dean
3. At the End
4. Diamonds
5. Something Good
6. Burning Fields
7. Arms and Armour
8. Clown
9. Lower Case Letters
10. Summer Ended Yesterday
11. Prove Me Wrong
12. Jonestown